# عباس المحمد
الشيخ عباس المحمد النصار الوائلي (توفّي عام 1767) كان سياسي وأمير وحاكم جبل عامل في عهد الدولة العثمانية. يشتهر بأنه باني مدينة صور، وسميّت على إسمه مدينة العباسية في جنوب لبنان.

## نسبه
هو عباس بن محمد بن مشرف بن نصار بن حسين بن علي الصغير بن محمد هزاع الوائلي، والأسرة الوائلية هي التي حكمت جبل عامل لخمسمائة عام، بعد زوال حكم آل بشارة.

## حكمه
تولى الشيخ عباس حكم صور في 1750، ورغم المكانة التاريخية للمدينة إلا أنها كانت مدمّرة ومنهدمة لقرون، نتيجة للحروب الصليبية. أعاد النصار بناء المدينة، وأشاد دار للحكومة (السراي)، ومسجد وكنيسة كما بنى بيوتًا قريبةً من الميناء تسمى اليوم حارة النصارى. أنشئ سوقًا كبيرًا، وإستقدم عدد كبير من التجار والعمّال والمزارعين للعمل في المدينة. أقام في قصر على تلة قريبة من صور مع عائلته وحاشيته. دخل في صراع على الحكم مع الشيخ قبلان إنتهى بإقامة صلح بين الطرفين.

## إرثه
توفي الشيخ سنة 1767م، ودفن في حجرة بقرب النبي المعشوق، حفر عليه أبيات من الشعر وقد زاره الكثير من الرحالة والسياح. وسميّت مدينة العباسية على إسمه تقديرًا له، وقد كان قصره موجود فيها.